# Kira Nagy
Kira Nagy (ur. 29 grudnia 1977 w Budapeszcie) – węgierska tenisistka, reprezentantka kraju w Fed Cup, olimpijka z Aten (2004).

## Kariera tenisowa
Zawodniczka występująca głównie w turniejach cyklu ITF. Zadebiutowała w tych rozgrywkach w 1994 roku i od razu wygrała turniej. W sumie zwyciężyła w osiemnastu turniejach singlowych i dziesięciu deblowych tej rangi.
Pierwszy mecz w rozgrywkach WTA Tour wygrała w Palermo w 2007 roku, pokonując Niemkę Tatjanę Malek 6:2, 7:5. W drugiej rundzie przegrała z Émilie Loit z Francji.
W turniejach wielkoszlemowych wystąpiła w drabince głównej na US Open 2000 i US Open 2007. W 2007 roku przegrała w pierwszej rundzie z Venus Williams 2:6, 1:6.
W latach 2002–2007 reprezentowała Węgry w Fed Cup rozgrywając 16 meczów, z których w 6 triumfowała. W roku 2004 zagrała w konkurencji gry podwójnej na igrzyskach olimpijskich w Atenach przegrywając wspólnie z Petrą Mandulą w pierwszej rundzie.
W rankingu gry pojedynczej Nagy najwyżej była na 122. miejscu (31 lipca 2006), a w klasyfikacji gry podwójnej na 96. pozycji (19 lipca 2004).

### Wygrane turnieje rangi ITF
| turnieje z pulą nagród 100 000 $ |
| turnieje z pulą nagród 75 000 $  |
| turnieje z pulą nagród 50 000 $  |
| turnieje z pulą nagród 25 000 $  |
| turnieje z pulą nagród 15 000 $  |
| turnieje z pulą nagród 10 000 $  |

### Gra pojedyncza
|     | Data       | Turniej             | Kat. | ($)    | Naw.   | Finalistka           | Wynik         |
| 1.  | 26/09/1994 | Mali Lošinj         | ITF  | 10 000 | ziemna | Radka Surová         | 6:4, 6:2      |
| 2.  | 20/11/1995 | Majorka             | ITF  | 10 000 | ziemna | Andrea Noszály       | 6:4, 6:3      |
| 3.  | 14/09/1997 | Madryt              | ITF  | 10 000 | ziemna | Nuria Montero        | 6:1, 6:0      |
| 4.  | 03/04/1998 | Ateny               | ITF  | 10 000 | ziemna | Christina Papadaki   | 7:5, 2:6, 6:3 |
| 5.  | 12/04/1998 | Dubaj               | ITF  | 25 000 | twarda | Irina Sielutina      | 6:4, 6:1      |
| 6.  | 14/11/1999 | Monterrey           | ITF  | 25 000 | twarda | Ansley Cargill       | 6:4, 6:2      |
| 7.  | 21/11/1999 | São José dos Campos | ITF  | 10 000 | ziemna | Miriam d’Agostini    | 5:7, 6:3, 6:2 |
| 8.  | 28/05/2000 | Guimarães           | ITF  | 25 000 | twarda | Bahijja Muhtasin     | 6:0, 5:7, 7:6 |
| 9.  | 18/06/2000 | Lenzerheide         | ITF  | 25 000 | ziemna | Julija Wakułenko     | 6:2, 3:6, 7:6 |
| 10. | 21/10/2001 | Joué-lès-Tours      | ITF  | 25 000 | twarda | Anne-Laure Heitz     | 1:6, 6:4, 6:0 |
| 11. | 28/09/2003 | Dżunija             | ITF  | 25 000 | ziemna | Ana Timotić          | 6:1, 7:5      |
| 12. | 16/11/2003 | Meksyk              | ITF  | 10 000 | twarda | Melinda Czink        | 6:2, 6:3      |
| 13. | 02/04/2006 | Poza Rica           | ITF  | 25 000 | twarda | Zsófia Gubacsi       | 6:4, 6:2      |
| 14. | 18/06/2006 | Zagrzeb             | ITF  | 50 000 | ziemna | Tathiana Garbin      | 7:6, 3:6, 7:6 |
| 15. | 23/07/2006 | Rzym                | ITF  | 25 000 | ziemna | Alizé Cornet         | 6:2, 6:7, 6:4 |
| 16. | 10/06/2007 | Zagrzeb             | ITF  | 50 000 | ziemna | Ivana Lisjak         | 2:6, 7:6, 6:2 |
| 17. | 17/06/2007 | Campobasso          | ITF  | 25 000 | ziemna | Christina Wheeler    | 6:2, 6:0      |
| 18. | 01/07/2007 | Stambuł             | ITF  | 25 000 | twarda | Maria Fernanda Alves | 6:7, 7:5, 6:1 |